# Rodolfo Walsh

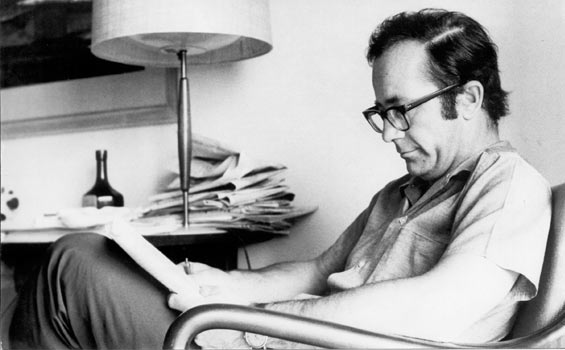
Rodolfo Walsh

Rodolfo Jorge Walsh (Lamarque, 9 de janeiro de 1927 - desaparecido em Buenos Aires, 25 de março de 1977) foi um jornalista, escritor e tradutor argentino que militou nas organizações guerrilheiras FAP e Montoneros.
É especialmente reconhecido por sua luta contra o terrorismo de estado e por ser um pioneiro na escrita de romances de não-ficção como Operação Massacre e Quem matou  Rosendo?, ainda que também tenha se destacado como escritor de ficção.
Foi assassinado e desaparecido durante a ditadura militar que governou a Argentina entre 1976 e 1983, integrando nos dias de hoje a lista dos desaparecidos.

## Biografia

### Primeiros anos
Walsh era de ascendência irlandesa; nasceu em 9 de janeiro de 1927 em Nueva Colónia de Choele-Choel (que a partir de 1942 passou a se chamar Lamarque), na província de Rio Negro (Argentina).
Em 1941 chegou a Buenos Aires para realizar seus estudos secundários, primeiro num colégio de freiras em Capilla del Señor e depois no Instituto Fahy de Moreno, um colégio de padres de uma congregação irlandesa, destinado a filhos de famílias com ascendência dessa nacionalidade. A experiência neste último serviria para Walsh ambientar três contos que formaram o "ciclo dos irlandeses": Irlandeses por detras de un gato, Los oficios terrestres e Un oscuro día de justicia. Os três contos foram publicados em livros (O primeiro em Los oficios terrestres, em 1965; o segundo, em Un kilo de oro em 1967 e o terceiro num volume próprio em 1973, com uma entrevista feita por Ricardo Piglia a modo de prólogo); têm sido reunidos em outras edições. Na dos Cuentos completos feita pela Ediciones de la Flor e ao cuidado de Piglia incluiu-se um quarto conto, El 37, publicado em 1960 numa antologia da editora Jorge Álvarez sob o título Memórias de infancia.
Cursou dois anos de Letras na Universidade de La Plata; abandonou o curso  para trabalhar nos mais diversos oficios: foi oficinista de um frigorífico, operário, lavador de pratos, vendedor de antiguidades e limpador de janelas.Aos 17 anos, tinha começado a trabalhar como corretor na editora Hachette. Pouco depois fez suas primeiras incursões no jornalismo, publicando artigos e contos em diversos meios de Buenos Aires e La Plata.

### Atividade jornalística
Em 1951 até 1961 começou a trabalhar para as revistas Leoplán e Vea y Lea, além de continuar na editora Hachette, já como tradutor. Por esses anos publicou as antologias Dez contos policiais argentinos (1953) e Antología do conto estranho (1956). Esta última não foi reeditada até 1976 e recém em 2014 pela editora Cuenco de Prata. Tanto as edições de 1976 como a de 2014 reapareceram em quatro volumes.
Em 1953 saiu seu primeiro livro, Variações em vermelho, que contém três novelas curtas de gênero policial, das quais Walsh era muito aficionado, com a que obteve o Primeiro Prêmio Municipal de Literatura de Buenos Aires. Foi dedicado a Elina Tejerina, sua primeira mulher e mãe de suas duas filhas, Victoria e Patricia. Anos mais tarde, Walsh renegaria este livro.
Em junho de 1956 produziu-se um levante militar contra o governo de facto que tinha derrocado a Juan Domingo Perón em setembro de 1955. O levante foi reprimido e durante a madrugada entre 9 e 10 de junho nove civis foram detidos e fuzilados num aterro sanitário de José León Suárez sobre a rota 4, ao lado de um clube alemão. Walsh presenciou o levantamento e os combates de rua em La Plata, onde residia. Meses depois, num bar que frequentava, um homem se lhe acercou e lhe deu a primicia que mudaria sua vida: "Há um fuzilado que vive".

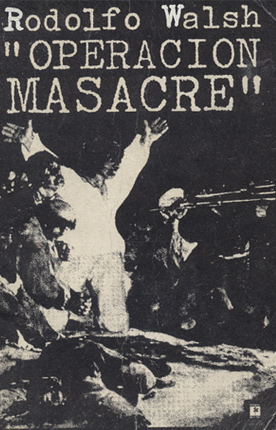
Capa do livro Operação Massacre (1957) de Rodolfo Walsh, utilizando como imagem o quadro O três de maio de 1808, do pintor espanhol Francisco Goya.

Walsh conseguiu identificar o sobrevivente como Juan Carlos Livraga, a quem entrevistou, e por quem pôde saber que havia outros sobreviventes. Os meses seguintes foram de um febril trabalho de perseguição e busca, interrogando a conhecidos, vizinhos e sobreviventes. Walsh alugou uma casa no Delta de Tigre sob o nome falso de Francisco Freire, e em poucos meses escreveu a primeira versão do que depois seria Operação Massacre. O prólogo da primeira edição em livro evidencia as intenções de Walsh de não dar por terminada a investigação uma vez publicada:
"Esta es la historia que escribo en caliente y de un tirón, para que no me ganen de mano, pero que después se me va arrugando día a día en un bolsillo porque la paseo por todo Buenos Aires y nadie me la quiere publicar y casi ni enterarse."
Ao fim, de 15 de janeiro a 30 de março de 1957, conseguiu a publicação no pequeno jornal nacionalista Revolución Nacional. De 27 a 29 de junho, publicou mais nove artigos na revista Maioria dos irmãos Tulio e Bruno Jacovella, por cuja recomendação, Walsh se apresentou no Estudo Ramos Mejía onde funcionava o semanário Azul y Blanco onde pediu para falar com o Dr. Marcelo Sánchez Sorondo, seu diretor.
Em dezembro de 1957 apareceu a primeira edição do livro, com o subtítulo "Um processo que não tem sido clausurado", de Edições Sigla, sustentada por Jorge Ramos Mejía, propriedade de Sánchez Sorondo. Em reedições posteriores (1964, 1969, sete edições entre 1972 e 1974), Walsh foi retificando dados, agregando e suprimindo prólogos e epílogos, comentando o impacto do livro com o passar dos anos, demonstrando ao mesmo tempo a evolução de seu pensamento, que foi virando a cada vez mais para a militância política e afastando da escrita de ficção. Na atualidade, Operação massacre é considerado uma peça única de investigação jornalística, precursora do Novo Jornalismo e considerada por alguns o primeiro romance testemunhal ou romance de não-ficção, se antecipando por dez anos a  A sangue frio do estadounidense Truman Capote, considerada fundadora do gênero no âmbito anglo-saxão.

### Atividade política
Até 1957, a relação de Walsh com grupos políticos tinha sido quase nula. Entre 1944 e 1945 teve aproximações à Aliança Libertadora Nacionalista, um agrupamento que o mesmo Walsh caracterizou anos mais tarde como "a melhor criação do nazismo na Argentina... antissemita e anticomunista numa cidade onde os judeus e a esquerda tinham peso próprio". Sabe-se que também foi anti-peronista e que apoiou o golpe de Estado que derrubou Perón em 1955, pelo menos até outubro de 1956, em que assinou na revista Leoplán a nota "Aqui fecharam seus olhos", a laudatória dos aviadores navais caídos enquanto bombardeavam resistentes peronistas durante a Revolução Libertadora.Por outra parte, afirmou em setembro de 1958:
Em 1959 viajou a Cuba, onde junto com seus colegas e compatriotas Jorge Masetti, Rogelio García Lupo (a quem conheceu durante seu passo pela ALN) e o escritor colombiano Gabriel García Márquez fundou a agência Prensa Latina. Durante sua estadia na ilha interceptou por acidente e conseguiu decifrar, com apenas um manual de criptografia, as comunicações secretas entre a CIA e agentes na Guatemala sobre os preparativos para a invasão de Praia Girón, operação que fracassou graças ao labor de Walsh, que também se infiltrou na base norte-americana disfarçado de sacerdote protestante por sugestão de Massetti.
De volta à Argentina trabalhou na revista Panorama e durante a ditadura de Onganía, fundou o semanário da CGT dos Argentinos que dirigiu entre 1968 e 1970, e que depois da detenção de Raimundo Ongaro e o mandado de busca à CGTA  em 1969 foi publicado de forma clandestina.
Nesses anos publicou suas duas únicas obras de teatro (A granada e A batalha) e suas colecções de contos mais célebres: Os oficios terrestres (1965, que inclui o conto "Essa mulher") e Um quilo de ouro (1967). A partir de 1968, segundo escreveu Walsh, suas ideias sobre literatura e compromisso político modificam-se de modo substancial, começando a privilegiar o segundo sobre a primeira. Esta aproximação ao ativismo militante desembocou em 1973 no rendimento de Walsh ao movimento Montoneros.
Em 1969 publicou Quem matou a Rosendo?, uma investigação sobre o assassinato do dirigente sindical Rosendo García. Walsh concluiu que o responsável era Augusto Timoteo Vandor, secretário geral da CGT, e partidário de uma política menos combativa e mais concessiva com o governo militar. Pouco depois, surpreendeu-se ao inteirar de seu assassinato.
Seguiu vivendo em Lorelei, a casa alugada no Delta de Tigre, onde escreveu a primeira versão de Operação massacre e onde residia desde seu regresso de Cuba (1961).
Em 1967 conheceu Lilia Ferreyra, quem seria sua companheira até seu desaparecimento.

### Militância nos Montoneros
Em meados de 1970, Walsh tinha começado a relacionar-se com o Peronismo de Base, braço político das Forças Armadas Peronistas (FAP). Depois de uma cisão, produzida por diferenças políticas, um setor desta organização funde-se com os Montoneros. Nos Montoneros seu primeiro nome de guerra foi "Esteban" e depois foi conhecido como "O Capitão", "Professor Neurus" ou "Neurus".
Segundo Verbitsky, Walsh conheceu os irmãos Villaflor, sobre quem escreveu em ¿Quién mató a Rosendo?, na CGTA e, a princípio, quando lhe propuseram entrar nas Forças Armadas Peronistas se negou.
Em 1972 escreveu durante um ano no Semanário Villero e a partir de 1973 nas diário Notícias junto a seus amigos Horacio Verbitsky, Paco Urondo, Juan Gelman e Miguel Bonasso, entre outros. Nesse ano participou na adaptação ao cinema de Operação massacre, dirigida por Jorge Cedrón, com a participação de Julio Troxler, um sobrevivente do episódio, interpretando-se a si mesmo. O filme foi totalmente filmado na clandestinidade e estreou um ano mais tarde.
Em 1973 publicou sua terceira e última reportagem em livro, o Caso Satanowsky, sobre o assassinato de um advogado por agentes da SIDE por um conflito de propriedade do jornal La Razón. Ainda que o caso e sua investigação por parte de Walsh tiveram lugar entre 1958 e 1959, Walsh não publicou as notas em forma de livro até esse momento.
Ao mesmo tempo publicou o relato Un oscuro dia de justiça com uma entrevista feita por Ricardo Piglia a modo de prólogo, na que expunha seu pensamento e sua ideia de que a escrita não pode se separar da militância política. Walsh não voltou a publicar ficção, se dedicando plenamente à atividade jornalística e a militância nos Montoneros, movimento ao que ingressou nesse ano.
Em 1974 começaram as diferenças de Walsh com a direção do movimento, a partir da passagem à clandestinidade decidido pela mesma. No final de 1975 alguns oficiais, entre os quais  Walsh, começaram a elaborar documentos afirmando que os Montoneros deviam "voltar a integrar-se ao povo, separar à organização em células de combate estanques e independentes, distribuir o dinheiro entre as mesmas e tratar de organizar uma resistência em massa, baseada mais na inserção popular que em operativos do tipo foquista".

### ANCLA
Em 24 de março de 1976, as Forças Armadas depuseram Estela Martínez, dando começo ao que chamaram Processo de Reordenação Nacional. A Junta Militar aplicou censuras sobre os meios de comunicação, interveio nos sindicatos e empreendeu uma política de terrorismo de estado que implicou no sequestro, tortura e desaparecimento de milhares de pessoas.
Ante a censura, Walsh criou a ANCLA (Agência de Notícias Clandestina), e a Corrente Informativa, um sistema de difusão de informação de mão em mãos cujos boletins diziam:
Reproduzca esta información, hágala circular por los medios a su alcance: a mano, a máquina, a mimeógrafo, oralmente. Mande copias a sus amigos: nueve de cada diez las estarán esperando. Millones quieren ser informados. El terror se basa en la incomunicación. Rompa el aislamiento. Vuelva a sentir la satisfacción moral de un acto de libertad. Derrote el terror. Haga circular esta información. Rodolfo Walsh[1]
Depois de seu desaparecimento, a tarefa foi continuada por Horacio Verbitsky até o ano seguinte.

### Morte de sua filha Victoria e de Paco Urondo
O ano de 1976 não só representou uma mudança na vida de Walsh por sua passagem à clandestinidade, mas também por duas perdas muito significativas: a de seu amigo, o poeta e militante Paco Urondo e a de sua filha Victoria.
Urondo foi emboscado e assassinado em Mendoza em 17 de junho.Num texto em que relatou o fato, Walsh criticou a decisão da condução do movimento de enviar a Urondo a uma zona que se sabia perigosa.
Em 2011 soube-se que Urondo mentiu quando lhe disse a sua esposa que tinha ingerido a pastilha de cianureto; disse-o para ficar no carro como alvo dos policiais, e a incitar a escapar com sua filha de dois anos. Urondo faleceu por traumatismo craniano provocado por uma coronhada de fuzil dada pelo polícial Celustiano Lucero.
Em 29 de setembro, sua filha María Victoria (seu nome de guerra era "Hilda", ou "Vicki" para os familiares e amigos), oficial nº 2 da organização Montoneros, morreu num confronto (que foi chamado de Combate da rua Corro) com o Exército, um dia após fazer 26 anos. Ao ver-se rodeada e sem possibilidade de escape no terraço da casa, ela e Alberto Molina, o último sobrevivente, levantaram os braços e depois de um breve discurso que finalizou com a frase: "Vocês não nos matam, nós escolhemos morrer", tanto Alberto como Vicki se dispararam na têmpora. Em dezembro desse ano Walsh publicou uma mensagem ―no que relata as circunstâncias do fato― chamado Carta a meus amigos.
A carta termina com uma reflexão:
En el tiempo transcurrido he reflexionado sobre esa muerte. Me he preguntado si mi hija, si todos los que mueren como ella, tenían otro camino. La respuesta brota desde lo más profundo de mi corazón y quiero que mis amigos la conozcan. Vicki pudo elegir otros caminos que eran distintos sin ser deshonrosos, pero el que eligió era el más justo, el más generoso, el más razonado. Su lúcida muerte es una síntesis de su corta, hermosa vida. No vivió para ella, vivió para otros, y esos otros son millones. Su muerte sí, su muerte fue gloriosamente suya, y en ese orgullo me afirmo y soy quien renace de ella.
Sua outra filha, Patricia, é uma dirigente política argentina que chegou a ser deputada nacional pela coalizão Esquerda Unida e desde 2007 atuou como legisladora da cidade de Buenos Aires.

### Assassinato e desaparecimento
Walsh passou seus últimos meses numa casa de San Vicente (Buenos Aires), dado que uma de suas duas casas no Delta (Libertação) tinha sido tomada pela Armada. Apesar de que não tinha voltado a publicar ficção, Walsh continuou escrevendo relatos como Juan se ia pelo rio. Tanto este como outros escritos inéditos seus foram sequestrados por pessoal das Forças Armadas quando capturaram essa moradia no dia de seu assassinato, e não puderam ser recuperados.
Em 24 de março de 1977, ao cumprir-se o primeiro aniversário do golpe militar, Walsh terminou sua última obra ―lembrada com a organização Montoneros―, a Carta aberta de um escritor à Junta Militar, na que denunciava tanto os crimes de sequestro e desaparecimento de pessoas como as consequências das políticas econômicas de orientação neoliberal aplicadas por José Alfredo Martínez de Fouce, que produziram um aumento da desocupação e a pobreza e destruíram a indústria nacional. A carta termina com uma contundente afirmação de Walsh, que mostra sua total consciência sobre os tempos que vivia e que atuava como denúncia ao futuro:
Estas son las reflexiones que en el primer aniversario de su infausto gobierno he querido hacer llegar a los miembros de esa Junta, sin esperanza de ser escuchado, con la certeza de ser perseguido, pero fiel al compromiso que asumí hace mucho tiempo de dar testimonio en momentos difíciles.

Rodolfo Walsh. - C. I. 2845022. Buenos Aires, 24 de marzo de 1977
Um dia depois, depois de enviar por correio as primeiras cópias da Carta aberta na praça Constituição (segundo narra seu último casal, Lilia Ferreyra, no documentário P4R+Operação Walsh), Walsh foi emboscado e sequestrado. As versões afirmam que o escritor tinha sido citado por um contacto no cruzamento das avenidas San Juan e Entre Rios, no bairro de San Cristóbal, quando o Grupo de Tarefas 3.3. da Escola de Mecânica da Armada, comandado por Alfredo Astiz e Jorge Tigre Deita, baixou de um carro e deu-lhe a ordem de entregar-se, mas Walsh resistiu, sacou a arma que levava (uma pistola calibre 22 curto) e começou a disparar. Conseguiu ferir a um dos atacantes, mas foi atingido por uma rajada de FAL e ferido de morte. Ainda ferido, foi subido ao veículo e sequestrado. Existem versões que indicam que Walsh disparou para não ser capturado vivo, já que a pequena arma que portava não era suficiente para um sustentar um confronto armado. Depoimentos de sobreviventes assinalaram ter visto o corpo sem vida de Walsh na ESMA, mas não há informação exata do paradeiro de seus restos, que ao dia de hoje permanecem desaparecidos.

## Memória
A vida e obra de Walsh foi retratada no documentário P4R+, Operação Walsh (2000), com direcção de Gustavo Gordillo e Gabriel Mariotto, da Universidade Nacional de Lomas de Zamora e tem recebido prêmios nacionais (Cóndor de Prata a melhor videofilme, ano 2000) e internacionais.
A personalidade de Walsh tem sido destacada nos âmbitos literários como um caso paradigmático da tensão entre o intelectual e a política, ou entre o escritor e o compromisso revolucionário. Não obstante, Walsh considerava-se um combatente revolucionário antes que um escritor, e assim o manifestou.
Após a recuperação da democracia em 1983, a editora De la Flor publicou  textos, relatos, artigos inéditos e outros aparecidos póstumos em publicações mas nunca reunidos em livro, em volumes como Conto para tahúres e outros relatos policiais (1987) ou Esse homem e outros papéis pessoais (1995). Em 1996 publicou-se sua obra jornalística sob o título O violento oficio de escrever, e em 2013 apareceram seus Contos completos com um prólogo de Ricardo Piglia, que inclui relatos inéditos.
Em março de 2013 a Legislatura de Buenos Aires aprovou em dupla leitura e com 47 votos a favor, a adição do nome de Rodolfo Walsh à estação Entre Rios da linha E do Metro de Buenos Aires, localizada na esquina  onde foi assassinado o escritor.
Além da estação, várias instituições educativas levam seu nome. Tal é o caso da Escola de Educação Média Nº 1 da Cidade de Buenos Aires; a escola de Educação Técnica N° 2 de Florencio Varela; a Escola Municipal Secundário N° 210 em Mar del Plata;  a Escola Secundária N° 4 de Adolfo Gonzales Chaves; uma escola secundária na província de Córdoba e a Escola Técnica N° 2 na Prata, onde também se encontra a Escola Especial N° 515 "Elina Tejerina de Walsh", nomeada em homenagem a sua primeira esposa, que trabalhou como professora para deficientes visuais.

## Processo judicial por seu desaparecimento
Para este crime houve um julgamento: o acusado, que segundo o Tribunal Federal de Apelações "andava de carro com pessoas sequestradas" para identificar Walsh, também levou a pessoa que "cantou" a citação que o escritor tinha no local onde foi sequestrado. Ricardo Coquet, um sobrevivente que testemunhou perante a juíza Torres, disse que um dos acusados, o ex-oficial Weber, disse-lhe com orgulho: "Derrubamos Walsh". Em 26 de outubro de 2005, 12 membros do exército, incluindo o ex-fuzileiro Juan Carlos Rolón, foram presos em conexão com a morte de Walsh.
Em 17 de dezembro de 2007, o Juiz Federal Sergio Torres levou o caso a julgamento, do qual o ex-prefeito Héctor Antonio Febrés, que morreu horas antes devido à ingestão de cianeto em eventos que exigiam uma investigação, foi excluído como réu.
Em 26 de outubro de 2011, o veredito foi lido pelo Tribunal composto pelos juízes Ricardo Farías, Daniel Obligado e Germán Castelli, após quase dois anos de audiências nas quais testemunharam 160 testemunhas, 79 das quais eram sobreviventes do centro clandestino.
O veredito foi lido ante uma grande reunião de ativistas políticos e organizações de direitos humanos, incluindo o Secretário Nacional de Direitos Humanos, Eduardo Luis Duhalde; o presidente do Conselho do Judiciário, Mario Fera; o secretário jurídico da Suprema Corte, Alfredo Kraut, e a chefe das Avós da Praça de Maio, Estela de Carlotto, também entraram na Corte Federal Oral.
Conforme as sentenças foram anunciadas, o público aplaudiu. A situação mais tensa ocorreu quando foi lida a sentença de prisão perpétua para Astiz. Os gritos contra ele aumentaram, o que provocou um leve sorriso do ex-soldado, que também tocou a escarapela presa ao seu casaco.
Também foram condenados a prisão perpétua: 
- Jorge Tigre Deita,
- Ricardo Cavallo,
- Antonio Rata Pernías,
- Adolfo Donda Tigel,
- Manuel Jacinto García,
- Oscar Antonio Montes,
- Alberto Eduardo Gato González,
- Jorge Carlos Ruger Radice,
- Néstor Omar Norberto Savio,
- Raúl Enrique Mariano Scheller,
- Ernesto Frimón Weber, e
- Ernesto Weber.

Ademais, foram condenados a 25 anos de prisão Juan Carlos Fotea e Manuel Jacinto García Talhada. Carlos Antonio Tomy Capdevilla deverá cumprir 20 anos de prisão. Juan Antonio Piraña Azic: 18 anos. Pablo Eduardo García Velasco, Julio César Coronel e Juan Carlos Rolón foram absolvidos.

## Obras

### Contos
- Variaciones en rojo (1953)
- Los oficios terrestres (1965)
- Un kilo de oro (1967)
- Un oscuro día de justicia (1973)

### Antologias
- Diez cuentos policiales argentinos (1953)
- Antología del cuento extraño (1956)

### Livros-reportagem
- Operación Masacre (1957)
- ¿Quién mató a Rosendo? (1969)
- Caso Satanowsky (1973)

### Teatro
- La granada (1965)
- La batalla (1965)

### Póstumos
- Cuento para tahúres y otros relatos policiales (1987)
- Ese hombre y otros papeles personales (1995)
- El violento oficio de escribir (1953-1977)
- Cuentos completos (2013)

### Filmografia
Seu conto Um fio de ouro foi um dos relatos em que se baseou o roteiro do filme Le dá nomás (1974) de Osiris Wilemsky.